# مهارلو نو
مهارلو نو، روستایی از توابع بخش کوهنجان شهرستان سروستان در استان فارس ایران است.

## جمعیت
این روستا در دهستان مهارلو قرار دارد و براساس سرشماری مرکز آمار ایران در سال ۱۳۸۵، جمعیت آن ۲٬۱۶۸ نفر (۵۴۴خانوار) بوده‌است.